# Golden Bees
Der Golden Bees FC ist ein 1975 gegründeter Fußballverein aus Outjo in Namibia. 
Die Golden Bees sind die einzige Mannschaft aus der Region Kunene die jemals in der höchsten namibischen Spielklasse (in der Saison 2006/07) spielten. Danach waren sie über Jahre eine der besten Mannschaften in der zweithöchsten Spielklasse.
Sie spielen sowohl im Outjo-Stadion als auch teilweise im kleineren Stadion Etoshapoort.

## Bekannte Spieler
- Bantu Nangombe
- Andihe Haimbodi
- Lesley Haraeb (1983–2022)[1]
- Gerhard Kamerika